# Iglesia de Santa María (Tábara)
La iglesia de Santa María se encuentra junto a la carretera N-631 en la localidad de Tábara, provincia de Zamora (España).
Actualmente, está considerada como BIC (Bien de Interés Cultural) (fue declarada Monumento histórico-artístico perteneciente al Tesoro Artístico Nacional mediante decreto de 3 de junio de 1931).

## Historia
En el año 970, está fechado el conocido Beato de Tábara o libro del comentario del Apocalipsis, en el que los monjes Magio y Emeterio representan el escritorio donde lo copiaron e iluminaron, correspondiente a la torre del monasterio que fundara Froila durante el reinado de Alfonso III y que se identifica con esta iglesia, hoy bajo la advocación de Santa María.

## Descripción

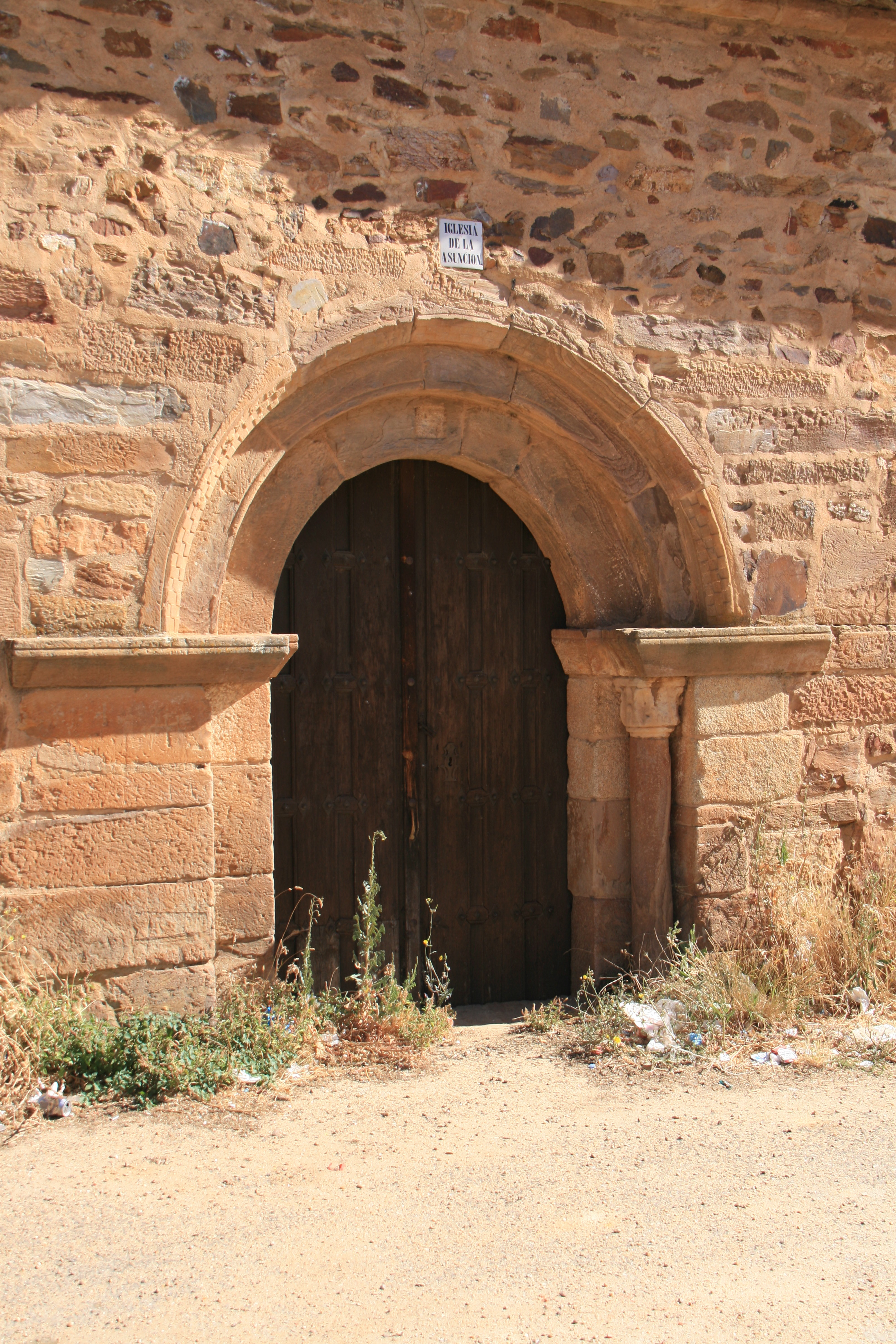
Puerta de acceso.

De este monasterio poco ha llegado hasta nosotros, a excepción de la estancia situada en la base de la torre actual, cuyo acceso desde el interior de la iglesia se hace a través de un arco de herradura sobre columnas, de claro sabor mozárabe. El resto del edificio, es el resultado de distintas intervenciones y reformas, iniciadas en época románica y concluidas en 1761. Su planta actual está formada por tres naves separadas por amplios arcos de medio punto; señalado crucero, con bóveda esférica y ábside poligonal en el exterior y sacristía adosada al N. El acceso se realiza por una puerta abierta en el lado S., existiendo otra en el lado septentrional, pero cegada desde antiguo, ambas correspondientes a época románica. A los pies se sitúa la emblemática torre, rematada con dos cuerpos de campanas en los que se abren, dos arcos en el primero y tres en el superior. En su base se sitúa un pequeño pórtico, ya de época moderna, que cobija la puerta de acceso.